# Sight & Sound
Sight & Sound ist eine britische Filmzeitschrift, die vom British Film Institute (bfi) monatlich herausgegeben wird.

## Geschichte
Sight & Sound kam erstmals 1932 heraus. Seit 1934 tritt das bfi als Herausgeber der Zeitschrift auf. Ursprünglich erschien sie nur viermal im Jahr, nur Anfang der 1950er Jahre wurde Sight & Sound monatlich herausgegeben. Dieses änderte sich 1991, als das ebenfalls vom bfi herausgegebene Monthly Film Bulletin in Sight & Sound aufging.
Seitdem werden monatlich alle Neustarts in Großbritannien ausführlich vorgestellt. Sight & Sound legt Wert darauf, dass auch die anspruchsvolleren Filme, die nur in ausgewählten Programmkinos anlaufen, behandelt werden. Alle Filmkritiken beschreiben den Inhalt vollständig, das heißt, dass auch das Ende des jeweils behandelten Films verraten wird, sowie eine möglichst vollständige Auflistung der Darsteller sowie des Filmstabs.
Neben den Filmkritiken finden sich Interviews, Hintergrundberichte sowie filmgeschichtliche Themen, wobei ein Schwerpunkt auf das Weltkino abseits vom Hollywood-Mainstream gelegt wird. Dieser Ansatz brachte Sight & Sound den Ruf eines elitären Filmmagazins ein. Die englische Zeitung The Independent nannte es „hochintellektuell, aber noch verständlich“, der britische Filmkritiker und ehemalige Sight & Sound Autor Raymond Durgnat warf dem Magazin vor, elitär, puritanisch und snobistisch zu sein.
Chefredakteure waren Gavin Lambert (1949–1955), Penelope Houston (1956–1990) und  Philip Dodd (1990–1997). Seit 1997 hat Nick James diese Position inne.
Zu den Filmkritikern, die regelmäßig für die Zeitschrift schrieben, zählten die späteren Regisseure der Free-Cinema-Bewegung Tony Richardson, Lindsay Anderson und Karel Reisz.

## Sight & Sound Top 10
Unter Cineasten errang Sight & Sound Berühmtheit durch eine alle zehn Jahre stattfindende Umfrage nach den besten Filmen aller Zeiten („The Greatest Films of All Time“), bei der Filmkritiker aus verschiedenen Ländern befragt werden. 1952 wurde erstmals diese Top-10-Liste veröffentlicht, damals war Vittorio De Sicas Fahrraddiebe der beste Film aller Zeiten. Von 1962 bis 2002 war Citizen Kane unangefochtener Spitzenreiter der Top 10 Listen. 2012 war Vertigo – Aus dem Reich der Toten erfolgreich, während 2022 mit Chantal Akermans Jeanne Dielman erstmals das Werk einer Regisseurin die Umfrage gewann. An der Umfrage zu den besten 100 Filmen aller Zeiten im Jahr 2022 beteiligten sich über 1600 Kritiker, Kuratoren, Filmarchivare und -wissenschaftler mit persönlichen Top-Ten-Listen. Aufgrund des Renommees der Befragten gilt die Sight & Sound Top 10 als eine der bedeutsamsten Bestenlisten. Seit 1992 wird parallel eine Umfrage unter Filmregisseuren durchgeführt („Directors’ 100 Greatest Films of All Time“), an der sich 480 Personen im Jahr 2022 beteiligten.

### Filme
| 1952 - 1: Fahrraddiebe (Vittorio De Sica, 1948) - 2: Lichter der Großstadt (Charlie Chaplin, 1931) - 3: Goldrausch (Charles Chaplin, 1925) - 4: Panzerkreuzer Potemkin (Sergei Eisenstein, 1925) - 5: Intoleranz (David Wark Griffith, 1916) - 5: Louisiana Story (Robert J. Flaherty, 1948) - 7: Gier (Erich von Stroheim, 1924) - 7: Der Tag bricht an (Marcel Carné, 1939) - 7: Die Passion der Jeanne d’Arc (Carl Theodor Dreyer, 1928) - 10: Begegnung (1945) (David Lean, 1945) - 10: Die Million (René Clair, 1931) - 10: Die Spielregel (Jean Renoir, 1939) | 1962 - 1: Citizen Kane (Orson Welles, 1941) - 2: Die mit der Liebe spielen (Michelangelo Antonioni, 1960) - 3: Die Spielregel (Jean Renoir, 1939) - 4: Gier (Erich von Stroheim, 1924) - 5: Ugetsu – Erzählungen unter dem Regenmond (Kenji Mizoguchi, 1953) - 6: Panzerkreuzer Potemkin (Sergei Eisenstein, 1925) - 7: Fahrraddiebe (Vittorio De Sica, 1948) - 7: Iwan der Schreckliche I (Sergei Eisenstein, 1944) - 7: Iwan der Schreckliche II (Sergei Eisenstein, 1958) - 9: Die Erde bebt (Luchino Visconti, 1948) - 10: L’Atalante (Jean Vigo, 1934) |

| 1972 - 1: Citizen Kane (Orson Welles, 1941) - 2: Die Spielregel (Jean Renoir, 1939) - 3: Panzerkreuzer Potemkin (Sergei Eisenstein, 1925) - 4: 8½ (Federico Fellini, 1963) - 5: Die mit der Liebe spielen (Michelangelo Antonioni, 1960) - 5: Persona (Ingmar Bergman, 1966) - 7: Die Passion der Jeanne d’Arc (Carl Theodor Dreyer, 1928) - 8: Der General (Buster Keaton, 1926) - 8: Der Glanz des Hauses Amberson (Orson Welles, 1942) - 10: Ugetsu – Erzählungen unter dem Regenmond (Kenji Mizoguchi, 1953) - 10: Wilde Erdbeeren (Ingmar Bergman, 1957) | 1982 - 1: Citizen Kane (Orson Welles, 1941) - 2: Die Spielregel (Jean Renoir, 1939) - 3: Die sieben Samurai (Akira Kurosawa, 1954) - 4: Singin’ in the Rain (Stanley Donen & Gene Kelly, 1953) - 5: 8½ (Federico Fellini, 1963) - 6: Panzerkreuzer Potemkin (Sergei Eisenstein, 1925) - 7: Die mit der Liebe spielen (Michelangelo Antonioni, 1960) - 7: Der Glanz des Hauses Amberson (Orson Welles, 1942) - 7: Vertigo – Aus dem Reich der Toten (Alfred Hitchcock, 1958) - 10: Der General (Buster Keaton, 1926) - 10: Der schwarze Falke (John Ford, 1956) |

1992
| Kritiker - 1: Citizen Kane (Orson Welles, 1941) - 2: Die Spielregel (Jean Renoir, 1939) - 3: Die Reise nach Tokyo (Yasujirō Ozu, 1953) - 4: Vertigo – Aus dem Reich der Toten (Alfred Hitchcock, 1958) - 5: Der schwarze Falke (John Ford, 1956) - 6: L’Atalante (Jean Vigo, 1934) - 6: Panzerkreuzer Potemkin (Sergei Eisenstein, 1925) - 6: Die Passion der Jeanne d’Arc (Carl Theodor Dreyer, 1928) - 6: Apus Weg ins Leben: Auf der Straße (Satyajit Ray, 1955) - 10: 2001: Odyssee im Weltraum (Stanley Kubrick, 1968) | Regisseure - 1: Citizen Kane (Orson Welles, 1941) - 2: 8½ (Federico Fellini, 1963) - 2: Wie ein wilder Stier (Martin Scorsese, 1980) - 4: La Strada (Federico Fellini, 1954) - 5: L’Atalante (Jean Vigo, 1934) - 6: Der Pate (Francis Ford Coppola, 1972) - 6: Moderne Zeiten (Charles Chaplin, 1936) - 6: Vertigo – Aus dem Reich der Toten (Alfred Hitchcock, 1958) - 9: Der Pate – Teil II (Francis Ford Coppola, 1974) - 10: Die Passion der Jeanne d’Arc (Carl Theodor Dreyer, 1928) - 10: Rashomon (Akira Kurosawa, 1950) - 10: Die sieben Samurai (Akira Kurosawa, 1954) |

2002
| Kritiker - 1: Citizen Kane (Orson Welles, 1941) - 2: Vertigo – Aus dem Reich der Toten (Alfred Hitchcock, 1958) - 3: Die Spielregel (Jean Renoir, 1939) - 4: Der Pate (Francis Ford Coppola, 1972) - 4: Der Pate – Teil II (Francis Ford Coppola, 1974) - 5: Die Reise nach Tokyo (Yasujirō Ozu, 1953) - 6: 2001: Odyssee im Weltraum (Stanley Kubrick, 1968) - 7: Panzerkreuzer Potemkin (Sergei Eisenstein, 1925) - 7: Sonnenaufgang – Lied von zwei Menschen (Friedrich Wilhelm Murnau, 1927) - 9: 8½ (Federico Fellini, 1963) - 10: Singin’ in the Rain (Stanley Donen & Gene Kelly, 1953) | Regisseure - 1: Citizen Kane (Orson Welles, 1941) - 2: Der Pate (Francis Ford Coppola, 1972) - 2: Der Pate – Teil II (Francis Ford Coppola, 1974) - 3: 8½ (Federico Fellini, 1963) - 4: Lawrence von Arabien (David Lean, 1962) - 5: Dr. Seltsam (Stanley Kubrick, 1964) - 6: Fahrraddiebe (Vittorio De Sica, 1948) - 6: Wie ein wilder Stier (Martin Scorsese, 1980) - 6: Vertigo – Aus dem Reich der Toten (Alfred Hitchcock, 1958) - 9: Rashomon (Akira Kurosawa, 1950) - 9: Die Spielregel (Jean Renoir, 1939) - 9: Die sieben Samurai (Akira Kurosawa, 1954) |

2012
| Kritiker - 1: Vertigo – Aus dem Reich der Toten (Alfred Hitchcock, 1958) - 2: Citizen Kane (Orson Welles, 1941) - 3: Die Reise nach Tokyo (Yasujirō Ozu, 1953) - 4: Die Spielregel (Jean Renoir, 1939) - 5: Sonnenaufgang – Lied von zwei Menschen (Friedrich Wilhelm Murnau, 1927) - 6: 2001: Odyssee im Weltraum (Stanley Kubrick, 1968) - 7: Der Schwarze Falke (John Ford, 1956) - 8: Der Mann mit der Kamera (Dsiga Wertow, 1929) - 9: Die Passion der Jungfrau von Orléans (Carl Theodor Dreyer, 1928) - 10: 8½ (Federico Fellini, 1963) | Regisseure - 1: Die Reise nach Tokyo (Yasujirō Ozu, 1953) - 2: 2001: Odyssee im Weltraum (Stanley Kubrick, 1968) - 2: Citizen Kane (Orson Welles, 1941) - 4: 8½ (Federico Fellini, 1963) - 5: Taxi Driver (Martin Scorsese, 1976) - 6: Apocalypse Now (Francis Ford Coppola, 1979) - 7: Der Pate (Francis Ford Coppola, 1972) - 7: Vertigo – Aus dem Reich der Toten (Alfred Hitchcock, 1958) - 9: Der Spiegel (Andrei Tarkowski, 1975) - 10: Fahrraddiebe (Vittorio De Sica, 1948) |

2022
| Kritiker - 1: Jeanne Dielman (Chantal Akerman, 1975) - 2: Vertigo – Aus dem Reich der Toten (Alfred Hitchcock, 1958) - 3: Citizen Kane (Orson Welles, 1941) - 4: Die Reise nach Tokyo (Yasujirō Ozu, 1953) - 5: In the Mood for Love (Wong Kar-Wai, 2000) - 6: 2001: Odyssee im Weltraum (Stanley Kubrick, 1968) - 7: Der Fremdenlegionär (Claire Denis, 1999) - 8. Mulholland Drive – Straße der Finsternis (David Lynch, 2001) - 9: Der Mann mit der Kamera (Dsiga Wertow, 1929) - 10: Singin’ in the Rain (Stanley Donen und Gene Kelly, 1952) | Regisseure - 1: 2001: Odyssee im Weltraum (Stanley Kubrick, 1968) - 2: Citizen Kane (Orson Welles, 1941) - 2: Der Pate (Francis Ford Coppola, 1972) - 4: Die Reise nach Tokyo (Yasujirō Ozu, 1953) - 4: Jeanne Dielman (Chantal Akerman, 1975) - 6: 8½ (Federico Fellini, 1963) - 6: Vertigo – Aus dem Reich der Toten (Alfred Hitchcock, 1958) - 8: Der Spiegel (Andrei Tarkowski, 1975) - 9: Close-Up (Abbas Kiarostami, 1990) - 9: In the Mood for Love (Wong Kar-Wai, 2000) - 9: Persona (Ingmar Bergman, 1966) |

### Regisseure
2002 machte das Sight & Sound erstmals eine Umfrage unter Kritikern und internationalen Regisseuren nach den größten Regisseuren.
Die Liste der Kritiker enthält aufgrund von völliger Stimmengleichheit zwischen Francis Ford Coppola und Yasujiro Ozu elf Regisseure.
Die Liste der Regisseure enthält mit Francis Ford Coppola und Martin Scorsese zwei lebende Regisseure. Da zwischen Jean Renoir, David Lean und Martin Scorsese völlige Stimmengleichheit herrschte, wurden alle drei Regisseure vom Magazin auf Platz 9 gelistet, wodurch in den Top Ten elf und nicht zehn Regisseure sind.
2012
| Kritiker - 1. Orson Welles - 2. Alfred Hitchcock - 3. Jean-Luc Godard - 4. Jean Renoir - 5. Stanley Kubrick - 6. Akira Kurosawa - 7. Federico Fellini - 8. John Ford - 9. Sergei Eisenstein - 10. Francis Ford Coppola - 10. Yasujirō Ozu | Regisseure - 1: Orson Welles - 2. Federico Fellini - 3. Akira Kurosawa - 4. Francis Ford Coppola - 5. Alfred Hitchcock - 6. Stanley Kubrick - 7. Billy Wilder - 8. Ingmar Bergman - 9. David Lean - 9. Martin Scorsese - 9. Jean Renoir |